# Bathytroctes microlepis
Bathytroctes microlepis é uma espécie de peixe pertencente à família Alepocephalidae.
A autoridade científica da espécie é Günther, tendo sido descrita no ano de 1878.

## Portugal
Encontra-se presente em Portugal, onde é uma espécie nativa.

## Descrição
Trata-se de uma espécie marinha. Atinge os 32,3 cm  de comprimento padrão nos indivíduos do sexo masculino.